# Anacrunoecia longipilosa
Anacrunoecia longipilosa är en nattsländeart som beskrevs av Schmid 1965. Anacrunoecia longipilosa ingår i släktet Anacrunoecia och familjen kantrörsnattsländor. Inga underarter finns listade i Catalogue of Life.